# Île Phanagoria

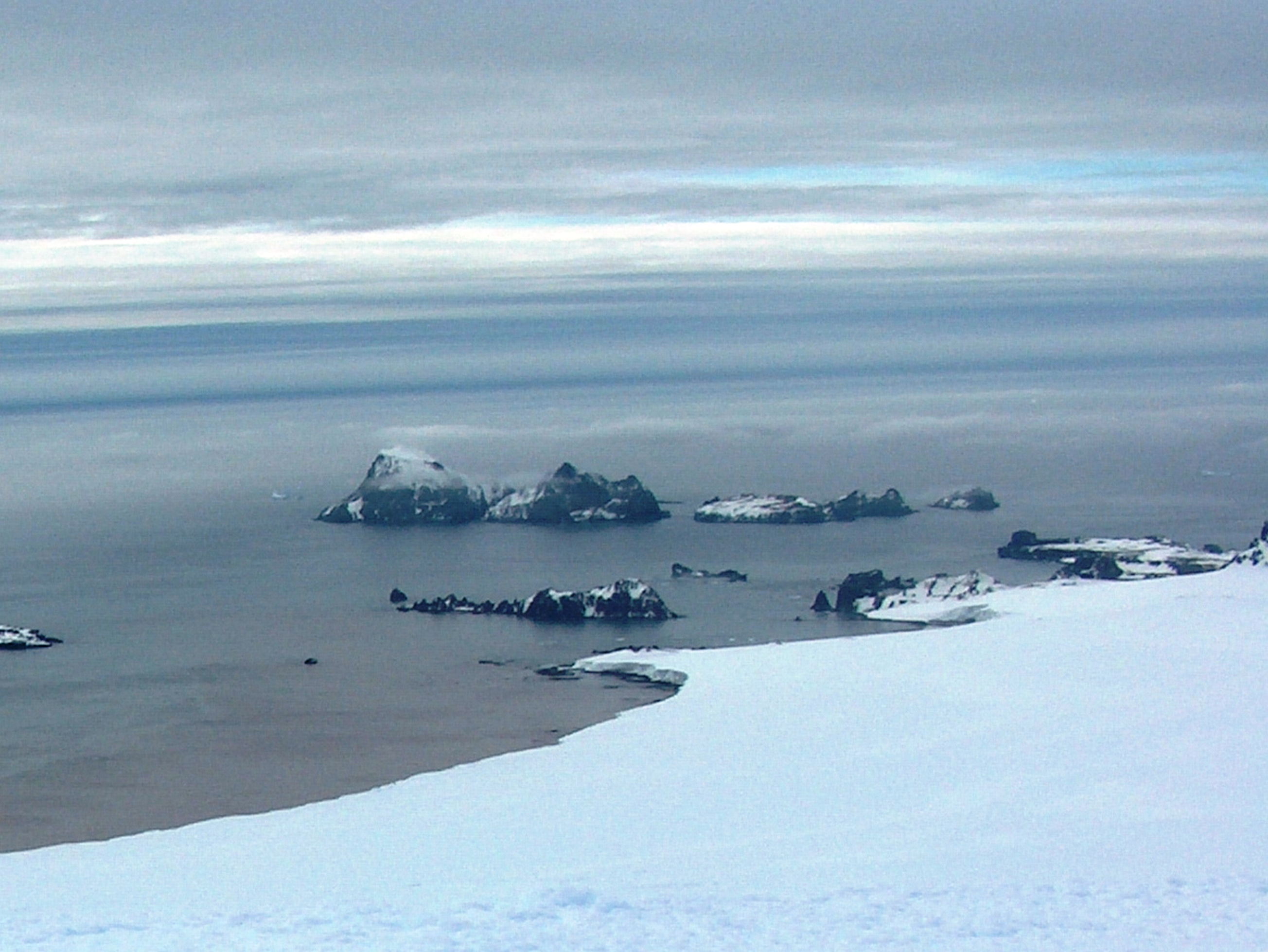
Les îles Zed ; l'île de Phanagoria est la deuxième sur la gauche.

Pour l’article homonyme, voir Phanagoria.
L'île Phanagoria est une île située dans l'océan Austral, entre le passage de Drake et le détroit de Bransfield, à une distance de 110 km au nord-ouest de la péninsule Antarctique et 830 km au sud-est du cap Horn. Elle est la troisième plus grande île du groupe des îles Zed (îles Shetland du Sud).
L'île a été nommée en référence à la ville de Phanagoria qui était la capitale de la Grande Bulgarie.